# Meg!
'Meg!' é uma história em quadrinhos de Greg Curfman e distribuída pelo United Feature Syndicate. Os personagens principais são Meg, um jogador de futebol da era elementar, seu irmãozinho Mike (vítima das brincadeiras de Meg), seus pais e a amiga de Meg, Ashley. Curfman baseou muito na série sobre si mesmo e sua família.

## Histórico de publicações
Meg! digitou syndication através do United Features em 3 de março de 1997, até 24 de junho de 2001. <ref>Curgman, Greg. [https: //www.gocomics.com/meg-classics/2001/06/24 «Meg!»] Verifique valor |url= (ajuda). GoComics. Consultado em 30 de dezembro de 2018 </ref> Agora está em reexecuções no GoComics. No Brasil as tiras de Meg! Saíram em algumas edições da Revista Recreio

## Personagens

### Meg
Meg é a personagem principal, Meg é uma garota que adora futebol e competição.
Meg gosta de incomodar seu irmão mais novo, Mike.
 'Escola:'  Acorn Elementar
 'Interesse:'  Futebol seu interesse dominante, arte e skate
 'Declaração de moda:'  Denim desbotado, macacão
 'Celebridade Favorita:'  Pelé
 'Objetivo na vida:'  Vencer o MVP da Copa do Mundo e ser eleito para a Casa Branca no mesmo ano

### Ashley
Ashley é a melhor amiga de Meg, que está tentando se juntar a um exclusivo clube de moda [da Barbie].
 'Escola:'  Acorn Elementar
 'Interesse:'  Meninos, livros e barbie
 'Celebridade Favorita:'  Qualquer membro da família real
 'Objetivo na vida:'  Seja o único proprietário da primeira cafeteria / boutique de moda. Vai considerar se casar em dinheiro

### Mike
Mike é o irmão mais novo de Meg.
 'Escola:'  Acorn Elementar
 'Interesse:'  Ciência, risco, PBS e Química
 'Celebridade favorita:'  Jonas Salk
Objetivo na vida: Ganhar o Prêmio Nobel de Química. Vai se contentar em bater Meg em hide 'n'seek apenas uma vez

### Mamãe
Meg e a mãe de Mike.

### Papai
Meg e o pai de Mike
Uma vez alugou um canhão de neve para Snow Meg na escola.

### Van Gogh
O cachorro de Meg, com um olho de vidro, sem uma orelha.
Foi resgatado após ser atropelado por um carrinho de pastelaria francesa